# Compsophorus fumosus
Compsophorus fumosus là một loài tò vò trong họ Ichneumonidae.